# Tunnel of Love (album)
Pour les articles homonymes, voir Tunnel of Love.
Albums de Bruce Springsteen
Live/1975-85
(1986) Human Touch
(1992)
Singles
1. "Brilliant Disguise"
Sortie : 21 septembre 1987
2. "Tunnel of Love"
Sortie : 30 novembre 1987
3. "One Step Up"
Sortie : 27 février 1988
4. "Tougher Than the Rest" *
Sortie : 4 juin 1988
5. "Spare Parts" *
Sortie : 12 septembre 1988

Tunnel of Love est le huitième album studio de Bruce Springsteen. Il est sorti le 9 octobre 1987 sur le label Columbia et a été produit par Jon Landau, Chuck Plotkin et Springsteen.

## Historique

### Contexte
Après le succès colossal de Born in the U.S.A., Bruce Springsteen décide de composer et enregistrer un album plus intimiste dans la lignée de Nebraska. Sa relation avec son épouse d’alors, Julianne Phillips, n’est pas au beau fixe et le thème principal de l’album tourne autour de l’amour, trouvé, perdu où gâché, le mariage, les peurs et les craintes. Après la sortie de l'album et la tournée de promotion qui suivit, Bruce et Julianne Springsteen divorceront.

### Enregistrement
Tunnel of Love fut enregistré en grande partie chez Bruce Springsteen dans le New Jersey avec quelques enregistrements additionnels effectués aux studios Hit Factory de New York, Kren Studios et A&M Studios de Los Angeles où a lieu le mixage de l’album. Il fut produit par Bruce Springsteen, Jon Landau et Chuck Plotkin.
Bruce Springsteen enregistra la musique de la plupart des titres seul, assurant les parties de batterie avec une boîte à rythmes. Il ne fit appel aux membres du E Street Band qu’avec parcimonie sur certains titres. Le groupe sera d'ailleurs mis entre parenthèses après le Tunnel of Love Express Tour fin 1988 et ce jusqu’en 1995. Patti Scialfa chante aussi sur cet album et participera à la tournée durant laquelle sa relation avec Springsteen devint publique.

### Singles
Cinq singles seront tirés de cet album, Brilliant Disguise, Tunnel of Love, One Step Up, Tougher Than the Rest et Spare Parts. Les quatre premiers feront l'objet d’un clip vidéo dirigé par l’irlandais Meiert Avis (en). La chanson "Tunnel of Love"  gagnera le Grammy Award de la meilleure performance vocale rock en solo en 1988 et son clip vidéo sera nommé dans quatre catégories, (Video of the Year, Best Male Video, Best Art Direction et Best Editing) aux MTV Video Music Awards de 1988.
La chanson "Brilliant Disguise" sera nommé dans la catégorie Best Pop Vocal Performance -Male aux Grammy Awards.
Les singles Tougher Than the Rest et Spare Parts ne seront pas réalisés aux États-Unis.

### Réception de l'album
Aux États-Unis, Tunnel of Love se classa à la 1re place du Billboard 200, chart où l'album restera classé pendant 44 semaines. Il y sera certifié triple disque de platine.
En 1989, le magazine Rolling Stone classa cet album à la 25e place parmi les 100 plus grands albums des années 1980.

## Liste des titres
Toutes les chansons sont écrites et composées par Bruce Springsteen.
| 1.    | Ain't Got You              | 2:11 |
| 2.    | Tougher Than the Rest      | 4:35 |
| 3.    | All That Heaven Will Allow | 2:39 |
| 4.    | Spare Parts                | 3:44 |
| 5.    | Cautious Man               | 3:58 |
| 6.    | Walk Like a Man            | 3:45 |
| 7.    | Tunnel of Love             | 5:12 |
| 8.    | Two Faces                  | 3:03 |
| 9.    | Brillant Disguise          | 4:17 |
| 10.   | One Step Up                | 4:22 |
| 11.   | When You're Alone          | 3:23 |
| 12.   | Valentine's Day            | 5:11 |
| 46:25 |                            |      |

## Musiciens
- Bruce Springsteen : chant, guitare, basse, claviers, harmonica, effets sonores
- Max Weinberg : batterie sur les titres 3, 8 & 11, percussion sur les titres 2, 4, 6, 7 & 9
- Danny Federici : orgue sur les titres 2, 4 & 9
- Garry Tallent : basse sur Spare Parts
- Roy Bittan : synthétiseur sur Tunnel of Love, piano sur Brilliant Disguise
- Nils Lofgren : guitare solo sur Tunnel of Love, chœurs sur When You're Alone
- Clarence Clemons : chœurs sur When You're Alone
- Patti Scialfa : chœurs sur les titres 7, 10 & 11
- James Wood : harmonica sur Spare Parts

## Charts et certifications
| Pays             | Durée du classement | Meilleur classement |
| ---------------- | ------------------- | ------------------- |
| Autriche         | 8 semaines          | 6e                  |
| Allemagne        | 39 semaines         | 3e                  |
| Canada           | 37 semaines         | 1er                 |
| États-Unis       | 44 semaines         | 1er                 |
| France           | 18 semaines         | 5e                  |
| Norvège          | 23 semaines         | 1er                 |
| Nouvelle-Zélande | 25 semaines         | 6e                  |
| Pays-Bas         | 37 semaines         | 4e                  |
| Royaume-Uni      | 33 semaines         | 1er                 |
| Suède            | 10 semaines         | 1er                 |
| Suisse           | 29 semaines         | 2e                  |

| Pays             | Ventes      | Certification | Date       |
| ---------------- | ----------- | ------------- | ---------- |
| États-Unis       | 3 000 000 + | 3 × Platine   | 19/04/1988 |
| Allemagne        | 250 000 +   | Or            | 1987       |
| Australie        | 140 000 +   | 2 × Platine   | 2017       |
| Canada           | 300 000 +   | 3 × Platine   | 27/11/1987 |
| Finlande         | 40 700 +    | Or            | 1987       |
| France           | 200 000 +   | 2 × Or        | 1988       |
| Nouvelle-Zélande | 15 000 +    | Platine       | 15/05/1988 |
| Pays-Bas         | 100 000 +   | Platine       | 1988       |
| Royaume-Uni      | 300 000 +   | Platine       | 08/10/1987 |
| Suisse           | 50 000 +    | Platine       | 1998       |

### Charts singles
| Année       | Single                | Chart                  | durée du classement | Position |
| ----------- | --------------------- | ---------------------- | ------------------- | -------- |
| 1987        | Brilliant Disguise    | Hot 100                | 16 semaines         | 5e       |
| 1987        | Brilliant Disguise    | Mainstream Rock Tracks | 8 semaines          | 1er      |
| 1987        | Brilliant Disguise    | Single Top 100         | 7 semaines          | 38e      |
| 1987        | Brilliant Disguise    | (V) Ultratop           | 6 semaines          | 12e      |
| 1987        | Brilliant Disguise    | RPM Top Singles        | 20 semaines         | 9e       |
| 1987        | Brilliant Disguise    | Top 100                | 12 semaines         | 52e      |
| 1987        | Brilliant Disguise    | VG-lista               | 6 semaines          | 1er      |
| 1987        | Brilliant Disguise    | RMNZ Singles Top40     | 6 semaines          | 26e      |
| 1987        | Brilliant Disguise    | Mega Top 50            | 8 semaines          | 15e      |
| 1987        | Brilliant Disguise    | UK Singles Chart       | 5 semaines          | 20e      |
| 1987        | Brilliant Disguise    | Sverigetopplistan      | 3 semaines          | 3e       |
| 1987        | Brilliant Disguise    | Schweizer Hitparade    | 4 semaines          | 16e      |
| 1987 - 1988 | Tunnel of Love        | Hot 100                | 16 semaines         | 9e       |
| 1987 - 1988 | Tunnel of Love        | Mainstream Rock Tracks | 17 semaines         | 1er      |
| 1987 - 1988 | Tunnel of Love        | RPM Top Singles        | 16 semaines         | 17e      |
| 1987 - 1988 | Tunnel of Love        | Top 100                | 6 semaines          | 77e      |
| 1987 - 1988 | Tunnel of Love        | RMNZ Singles Top40     | 1 semaine           | 48e      |
| 1987 - 1988 | Tunnel of Love        | Mega Top 50            | 8 semaines          | 39e      |
| 1987 - 1988 | Tunnel of Love        | UK Singles Chart       | 4 semaines          | 45e      |
| 1988        | One Step Up           | Hot 100                | 15 semaines         | 13e      |
| 1988        | One Step Up           | Mainstream Rock Tracks | 17 semaines         | 2e       |
| 1988        | One Step Up           | RPM Top Singles        | 16 semaines         | 23e      |
| 1988        | One Step Up           | Mega Top 50            | 9 semaines          | 9e       |
| 1988        | Tougher Than the Rest | Single Top 100         | 11 semaines         | 25e      |
| 1988        | Tougher Than the Rest | ARIA Charts            | 7 semaines          | 35e      |
| 1988        | Tougher Than the Rest | Ö3 Austria Top 40      | 8 semaines          | 11e      |
| 1988        | Tougher Than the Rest | (V) Ultratop           | 6 semaines          | 22e      |
| 1988        | Tougher Than the Rest | Top 100                | 10 semaines         | 65e      |
| 1988        | Tougher Than the Rest | Mega Top 50            | 13 semaines         | 17e      |
| 1988        | Tougher Than the Rest | UK Singles Chart       | 8 semaines          | 13e      |
| 1988        | Tougher Than the Rest | Schweizer Hitparade    | 15 semaines         | 3e       |
| 1988        | Spare parts           | Mainstream Rock Tracks | 13 semaines         | 28e      |
| 1988        | Spare parts           | Mega Top 50            | 4 semaines          | 78e      |
| 1988        | Spare parts           | UK Singles Chart       | 3 semaines          | 32e      |
| 1988        | Spare parts           | Sverigetopplistan      | 2 semaines          | 16e      |